# Adam Cywka
Adam Cywka (ur. 23 września 1968 we Wrocławiu) – polski aktor teatralny, telewizyjny, filmowy i dubbingowy.

## Życiorys
W 1990 ukończył Państwową Wyższą Szkołę Teatralną we Wrocławiu z tytułem magistra sztuki. W 2004 uzyskał stopień naukowy doktora sztuk teatralnych, broniąc rozprawy doktorskiej w Państwowej Wyższej Szkole Teatralnej im. Ludwika Solskiego w Krakowie. Pracuje jako adiunkt we wrocławskim wydziale Akademii Sztuk Teatralnych. Artystycznie związany jest z Teatrem Polskim w Warszawie.

## Role teatralne

### Teatr Polski we Wrocławiu
- 1991: Balladyna jako Chochlik, jeden z gminu (reż. Krystyna Meissner)
- 1991: Zemsta jako Wacław (reż. Andrzej Makowiecki)
- 1991: Ania z Zielonego Wzgórza jako Gilbert (reż. Jan Szurmiej)
- 1992: Pułapka jako Maitre d’hôtel (reż. Jerzy Jarocki)
- 1994: Romeo i Julia jako Benvolio (reż. Tadeusz Bradecki)
- 1996: Opera za trzy grosze jako Walter (reż. Maciej Englert)
- 1997: Fantazy jako hrabia Fantazy Dafnicki (reż. Maciej Prus)
- 1999: Doktor Faustus jako Leon Zink (reż. Das Gemuse)
- 2000: Sen nocy letniej jako Demetriusz (reż. Rudolf Zioło)
- 2001: Wiśniowy sad jako Jermołaj Łopachin (reż. Paweł Miśkiewicz)
- 2002: Wesele jako Kasper (reż. Mikołaj Grabowski)
- 2002: Życie: trzy wersje jako Henryk (reż. Maciej Sobociński)
- 2003: Łysa śpiewaczka jako kapitan Strażaków (reż. Zbigniew Lesień)
- 2004: Woyzeck jako doktor (reż. Grażyna Kania)
- 2005: Pustynia jako Charles de Foucauld (reż. Łukasz Witt-Michałowski)
- 2007: Śmierć podatnika jako dyktator (reż. Monika Strzępka)
- 2007: Dwadzieścia Najśmieszniejszych Piosenek Na Świecie jako lekarz (reż. Jerzy Satanowski)
- 2008: Hamlet jako Poloniusz (reż. Monika Pęcikiewicz)
- 2010: Sen nocy letniej jako Oberon (reż. Monika Pęcikiewicz)
- 2010: Szosa Wołokołamska jako kilka postaci (reż. Barbara Wysocka)
- 2011: Tęczowa Trybuna 2012 jako nauczyciel
- 2012: Courtney Love jako mąż rodziny Dobrych, szef wytwórni, Bill Clinton
- 2012: Hans, Dora i Wilk jako terapeuta
- 2013: Kronos jako postać
- 2015: Burza jako Antonio
- 2015: Dziadów część III jako Belzebub, Kamerjunkier

### Teatr Polski w Warszawie
- 2018: Król jako Jakub Szapiro
- 2019: Wyzwolenie jako kaznodzieja
- 2019: Borys Godunow jako Basmanow

## Filmografia
- 1990: Zakład jako Zuzia
- 1998–1999: Życie jak poker jako doktor Jacek Żywiński
- 2000: M jak miłość jako kolega Jacka (odc. 20, 21)
- 2001, 2005, 2007: Świat według Kiepskich jako:
  - BOR-owiec (odc. 82 Minister wszystkich Polaków)
  - Kuba Rarytas (odc. 195 Galareta społeczna)
  - mężczyzna (odc. 265 Impreza)
- 2002–2003: Gorący temat jako Piotr Wierzejski
- 2003: Fala zbrodni jako Jacek Marciniak (odc. 12 Alchemicy)
- 2003: Królowa chmur jako posterunkowy
- 2004–2006: Pierwsza miłość jako Krzysztof Świątek (debiut w odc. 11)
- 2005: Na dobre i na złe jako Adam, ojciec Renaty i Asi (odc. 231 Tenisistka)
- 2005: Biuro kryminalne jako Oliwier Świetlicki (odc. 3)
- 2007: Katastrofy górnicze (odc. Ostatnia szychta)
- 2007: Katastrofa LZ-129 Hindenburg, czyli prawdziwe kulisy jednej z największych tragedii XX w., Jak skonstruować latającą bombę i z wdziękiem ją zapalić jako Ernst A. Lehmann, Joseph „Joe” Spah, Horowitz
- 2007: Magda M. jako Konrad Wolski
- 2008–2015: Barwy szczęścia jako Kostek Jeleń, brat Michała
- 2009: Czas honoru jako Nowotnik, współlokator Domańskiej
- 2010: Ratownicy jako fotograf Adam (odc. 12)
- 2010: Hotel 52 jako Marek Zabłocki (odc. 7)
- 2011: Głęboka woda jako psychiatra (odc. 12)
- 2012: Prawo Agaty jako adwokat Justyny Nałęcz (odc. 24)
- 2012: Lekarze jako chirurg Tadeusz Guła
- 2014: Lekarze nocą jako chirurg Tadeusz Guła
- 2016: Artyści jako Sterczyński
- 2017: Cicha noc jako wujek Jurek
- 2018: Plan B jako Paweł
- 2018: Drogi wolności jako Ignacy Biernacki
- 2018: Diagnoza jako neurochirurg (odc. 15)
- 2019: Wszystko dla mojej matki jako Andrzej
- 2019: Przyjaciółki jako Piotr, mąż Marianny (odc. 147, 151)
- 2019: Motyw jako Robert Kowal „Robal”
- 2021: Hiacynt jako profesor Jerzy Mettler
- 2023: Fanfik jako ojciec Maksa
- 2023: #BringBackAlice jako Oskar Czapski
- 2024: Rozwodnicy jako ksiądz Przemysław
- 2025: Królowie jako alchemik Kurt

### Dubbing
- 1989: Wallace i Gromit: Podróż na Księżyc jako Wallace
- 1995: Wallace i Gromit: Golenie owiec jako Wallace
- 2002: Kropelka – przygody z wodą jako Kropelka
- 2003–2005: Sekretny świat misia Beniamina
- 2003: Autobusy
- 2004: Łowcy smoków
- 2005–2007: Vipo i przyjaciele
- 2006–2011: Włatcy móch jako Maślana, Zajkowski, George i różne postacie
- 2007: Shrek Trzeci
- 2007: Wiedźmin jako Strażnik Zakonu, Yeavin
- 2008: Wallace i Gromit: Kwestia tycia i śmierci jako Wallace
- 2009: 1000 złych uczynków jako Edward
- 2009: Włatcy móch: Ćmoki, czopki i mondzioły jako Maślana i Zajkowski
- 2018: Fantastyczne zwierzęta: Zbrodnie Grindelwalda jako Albus Dumbledore
- 2020: League of Legends jako Viego, Zrujnowany Król
- 2024: Włatcy móch: One jako Maślana i Zajkowski

## Odznaczenia i nagrody
- 1991: wyróżnienie jury i nagroda „Gońca Teatralnego” za rolę George’a w przedstawieniu Nasze miasto Thortona Wildera w reżyserii Teresy Sawickiej na IX Ogólnopolskim Przeglądzie Spektakli Dyplomowych Szkól Teatralnych w Łodzi
- 1995: Brązowa Iglica we Wrocławiu
- 2005: nagroda marszałka woj. dolnośląskiego z okazji Międzynarodowego Dnia Teatru za rolę Doktora w Woyzecku Georga Buchnera w Teatrze Polskim we Wrocławiu
- 2010: Srebrny Krzyż Zasługi[2]

## Życie prywatne
Ma córkę Aleksandrę (ur. 10 stycznia 1991) i syna Stanisława (ur. 28 stycznia 2000).